# Tourtoirac
Tourtoirac là một xã, nằm ở tỉnh Dordogne vùng Aquitaine của Pháp. Xã này có diện tích 25,43 km², dân số năm 2005 là 623 người. Xã nằm ở khu vực có độ cao trung bình 110 m trên mực nước biển.
Dân địa phương trong tiếng Pháp gọi là Tourtoiracois.

## Hành chính
| Danh sách các xã trưởng                |             |                  |      |          |
| Giai đoạn                              | Giai đoạn   | Tên              | Đảng | Tư cách  |
| 1995                                   | đương nhiệm | Dominique Durand | UMP  | nông dân |
| Tất cả các dữ liệu trước đây không rõ. |             |                  |      |          |

## Thông tin nhân khẩu
| Năm    | 1962 | 1968 | 1975 | 1982 | 1990 | 1999 | 2005 |
| ------ | ---- | ---- | ---- | ---- | ---- | ---- | ---- |
| Dân số | 798  | 849  | 754  | 756  | 654  | 612  | 623  |